# Naja philippinensis
Naja philippinensis – gatunek jadowitego węża z rodziny zdradnicowatych (Elapidae).
Występowanie: Na wyspach Filipin: Luzon, Mindoro, Masbate, Marinduque, Catanduanes i Lubang.
Opis: Osiąga długość 1 m. Ubarwienie od żółtego do oliwkowobrązowego; brzuch żółto-biały do kremowego. Odpowiedzialna za wiele przypadków śmiertelnych ukąszeń na Filipinach.